# Matt Walst
Matthew Jean Paul Walst (Norwood, Ontario, 28 de diciembre de 1982), conocido simplemente Matt Walst, es un cantante canadiense, vocalista de la banda de rock canadiense Three Days Grace y antiguamente fue también el vocalista de la banda My Darkest Days. Ha lanzado junto con Three Days Grace 3 álbumes: Human, Outsider y su reciente álbum Explosions.

## Biografía
Matt es el hermano menor de Brad Walst, que es el bajista de Three Days Grace, la banda que ahora lidera. Con 12 años empezó a tocar la guitarra, que tenía su hermano Brad en la habitación, y desde entonces se ha dedicado a la música. Mientras la banda de su hermano empezaba a grabar su primer álbum de nombre homónimo, Matt tuvo entonces la oportunidad de tocar un par de canciones para Gavin Brown, el productor de la banda Three Days Grace, después de eso, Matt y Gavin escribieron algunas canciones juntos, inspirándose algunas de ellas, según el propio Matt, en su novia psicópata.
Se mudó junto a su amigo de la infancia y baterista Doug Oliver a la ciudad para vivir más de cerca la música y cumplir su sueño. A ambos se les unió Brendan McMillan, los tres formarían finalmente la banda My Darkest Days junto con Reid Henry. Comenzaron a tocar algunos conciertos y a grabar algunos demos con la esperanza de que alguien se fijase en ellos y les diera una oportunidad. Pasado un tiempo y estando el grupo a una semana de la mendicidad y de abandonar toda esperanza, finalmente llegó su oportunidad de la mano de Chad Kroeger, quien les invitó a grabar un disco en su estudio discográfico, 604 Records. Con esta discográfica su primer sencillo fue "Porn Star Dancing". 
En 2013, fue a una entrevista a the ellen show, en donde habló de su vida personal y sus pasatiempos como, el gimnasio, los libros que lee, etc. Él se unió como reemplazo temporal de Adam Gontier para la gira "Transit of Venus Tour" de Three Days Grace, y después el 28 de marzo de 2014 fue nombrado como ya miembro oficial de la banda. Tres días más tarde la banda lanzó en iTunes su primera canción con Matt Walst como nuevo vocalista de la banda, Painkiller. Luego llegarían los otros dos sencillos, I Am Machine y Human Race, que están incluidos en el disco Human, y giras posteriores, incluida la de Sudamérica, donde la banda no había realizado ninguna gira anterior.

## Discografía
Con My Darkest Days
- My Darkest Days (2010)
- Sick and Twisted Affair (2012)

Con Three Days Grace
- Human (2015)
- Outsider (2018)
- Explosions (2022)
- Alienation (2025)